# Luciano Chiti
Luciano Chiti (Tizzana, 3 marzo 1929 – Pistoia, 16 gennaio 2015) è stato un ciclista su strada italiano, professionista dal 1949 al 1954. Il maggior successo che colse in carriera fu la vittoria in una tappa del Tour of Britain; tuttavia è degno di nota qualche piazzamento di rilievo, come il quarto posto alla Milano-Modena 1951 e il sesto posto al Giro di Romagna 1950.

## Palmarès
- 1950 (Ganna, una vittoria)

Coppa Pietro Linari
- 1953 (U.S. Pistoiese, una vittoria)

10ª tappa Tour of Britain (Cheltenham > Torquay)

## Piazzamenti

### Grandi Giri
- Giro d'Italia

1950: ritirato
1954: ritirato

### Classiche monumento
- Milano-Sanremo

1950: 84º
1951: 75º
1952: 37º
- Giro di Lombardia

1949: 42º
1950: 33º
1961: 33º
1953: 37º